# 1. ŽNL Dubrovačko-neretvanska 2011./12.
Ovaj članak je podtema članka: 5. rang HNL-a 2011./12.

1. ŽNL Dubrovačko-neretvanska u sezoni 2011./12. predstavlja ligu petog ranga hrvatskog nogometnog prvenstva. Prvak ovog natjecanja bio je HNK Dubrovnik 1919. 
Iduće sezone ovaj rang je ponovno postao četvrti razred nogometnog natjecanja. 4. HNL – Jug je ukinuta i podjeljena na županijske lige. Svi klubovi koji su se natjecali u ovoj sezoni, nastavili su natjecanje u ovoj ligi i u 2012./2013.

## Sustav natjecanja
U ligi sudjeluje šest klubova, a održava se u periodu jesenske i proljetne polusezone trokružnim sistemom. Šest klubova je igralo trokružnim liga-sustavom (15. kolo).

## Sudionici
- Dubrovnik 1919 – Dubrovnik
- Grk – Potomje
- Hajduk – Vela Luka
- Jadran 1929 – Smokvica
- Omladinac – Lastovo
- Orebić – Orebić

## Ljestvica
| Poz. | Momčad               | U  | P  | N | I  | G+ | G– | G+/– | Bod. |
| ---- | -------------------- | -- | -- | - | -- | -- | -- | ---- | ---- |
| 1.   | Dubrovnik 1919 (P)   | 15 | 11 | 2 | 2  | 32 | 17 | +15  | 35   |
| 2.   | Hajduk Vela Luka     | 15 | 10 | 2 | 3  | 39 | 15 | +24  | 32   |
| 3.   | Grk                  | 15 | 6  | 3 | 6  | 32 | 30 | +2   | 21   |
| 4.   | Orebić               | 15 | 5  | 1 | 9  | 20 | 34 | −14  | 16   |
| 5.   | Omladinac Lastovo    | 15 | 4  | 1 | 10 | 16 | 32 | −16  | 13   |
| 6.   | Jadran 1929 Smokvica | 15 | 2  | 5 | 8  | 20 | 31 | −11  | 11   |

## Unutarnje poveznice
- 4. HNL – Jug C 2011./2012.
- 2. ŽNL Dubrovačko-neretvanska 2011./2012.

## Vanjske poveznice
- Facebook stranica ŽNS Dubrovačko - neretvanski
- Županijski nogometni savez Dubrovačko-neretvanske županije